# 云南货币史
云南货币史是指中国云南省流通使用货币的历史。早在公元前4世纪，云南就和中原及东南亚产生了经济、政治、文化等方面的联系，货币发展深受两地影响。云南地区从春秋晚期到明末清初主要使用贝币，不过早期海贝是否为货币仍有争议。清朝时期，云南主要使用铜钱和银两等金属铸币，而且云南所产的铜供应了全国多地的铸钱局。民国初年，云南地区流通最主要的货币是本为五角银辅币的“半开银元”，铜元和纸币也有流通。抗战时期，云南推行法币，纸币才最终成为主流。由于云南本省各地区之间的社会经济发展的不均衡，货币流通曾长期呈多元化，在人民币完全占领云南全省市场之前，即使某一货币占据主要地位，也总伴有其他货币同时流通。

## 贝币时期

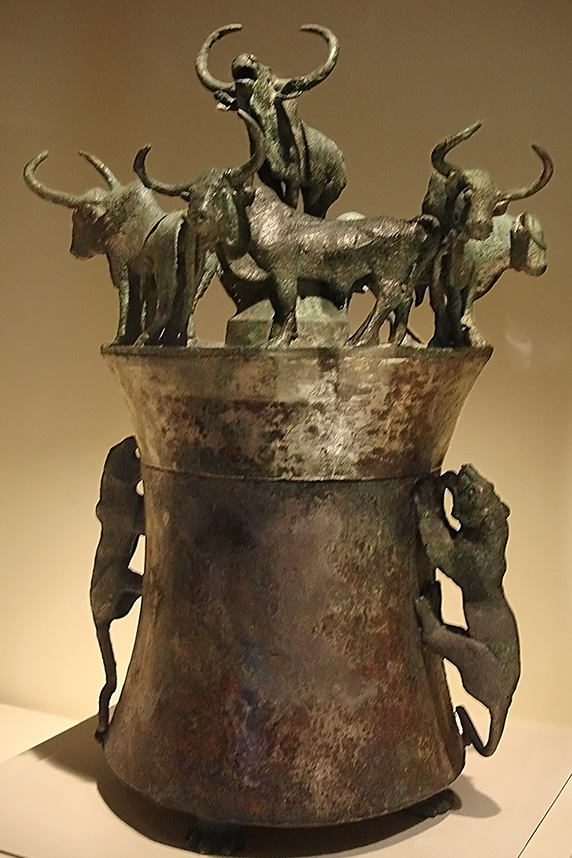
七牛虎耳青铜贮贝器，云南出土，现藏于国家博物馆

云南地处中国西南边陲，自古是少数民族聚居之地，早在公元前4世纪，云南就通过蜀身毒道与中原地区、东南亚及南亚地区产生联系，古代除受中原影响外，也深受南亚和东南亚的影响，因此货币制度与中原相比，有着极为独特的一面:7。
从春秋晚期到明末清初，贝币一直是云南地区最主要的实物货币。秦代，由于原属楚国的庄蹻割据一方，秦朝的半两钱未能进入云南。汉代，五铢钱曾随着王朝的统治一齐进入云南，但由于后来中央对云南的控制被削弱，贝币又成为主流。南诏国和大理国时期，其通用货币都是贝币，内地的铜钱仅在茶马古道干道沿线流通。据《新唐书·南诏》里记载：“以缯帛及贝市易”，“贝者大若指，十六枚为一觅”，这也是云南货币最早的史料记载。明代《瀛涯胜览》在述及榜葛剌国（今孟加拉国）货币单位时与其他资料中云南贝币的相同，彭信威也曾推测云南用贝与孟加拉沿岸的印度、缅甸同属一个货币体系，是受印度等地影响。王大道《云南出土货币初探》一文中分析认为，云南海贝出土主要沿滇西向东的腾冲—大理—楚雄—禄丰—晋宁—昆明—曲靖—大关一线呈轴状分布，该线正是云南古代对外联系最重要的交通路线。海贝被认为最早是作为商品通过南方丝绸之路引入，其后随海贝在沿海地区成为交换媒介，而成为引入的外国货币。
元明时期，民间仍然通行贝币，以至于百姓缴纳赋税、发放官员俸禄和兵士饷钱都可以用贝币支付。元代，蒙古人征服了云南，云南已被纳入中央王朝的管理之下，但云南行省平章政事赛典赤·赡思丁在货币政策上允许云南继续使用贝币，规定“云南赋税，以金为则，以贝子折纳”，并规定黄金与贝币的兑换比率为“每金一钱，直贝子三十索”，一索为80个贝币。明代，明太祖朱元璋在攻下云南后，实行了移民屯垦政策，大量汉族人口移居云南，并首次超过了当地的少数民族人口。但在货币问题上，出现了与元朝时类似情况，大明宝钞流通有限，银两只能用于大宗交易，不仅民间在用贝币，给政府缴税也用贝币。明朝末年，大西农民军进入昆明并建立新政权，为解决财政问题，利用云南的铜矿大量铸钱，并强行废贝行钱，在云南流通了两千多年的贝币正式退出历史舞台。

### 早期海贝

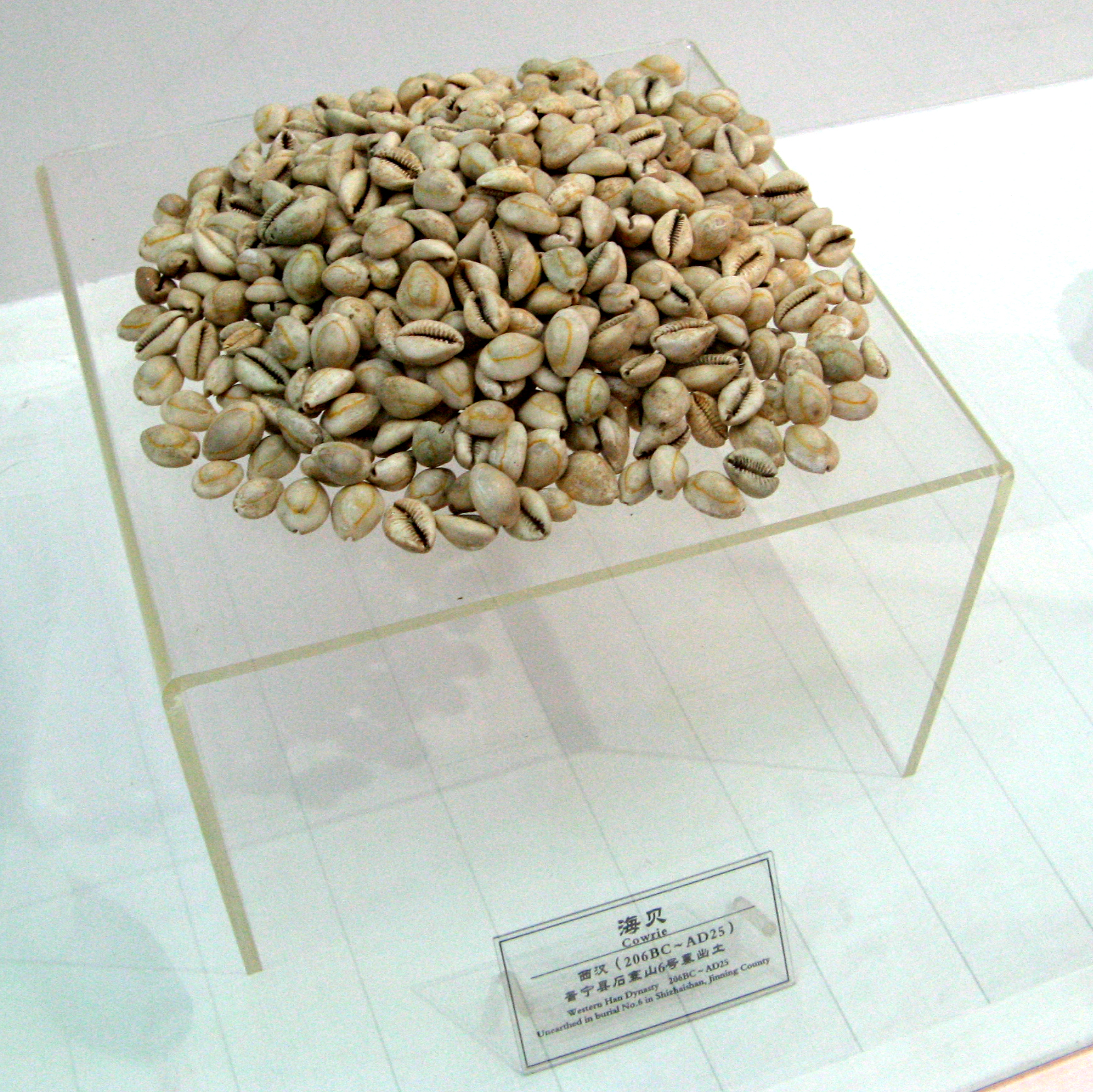
晋宁石寨山6号墓出土的海贝

考古工作者曾先后在云南江川李家山、剑川鳌凤山、呈贡天子庙、晋宁石寨山、大关岔河、曲靖珠街八塔台等地春秋至两汉时期的古墓葬中发掘出土古代海贝。其中，1955年至1958年在滇池附近及石寨山滇国墓葬中出土贮贝器35具，海贝约25万枚，重1.5吨；1972年在江川李家山墓葬群中出土海贝11.2万枚，重量超过300公斤，均出土于墓主人头端，且多为堆放，每堆约8千枚。云南早期墓葬中出土的海贝主要是属于腹足纲宝贝科的环纹货贝和货贝两个种，同时虎斑宝贝等其他海贝也有少量出土，它们均为广泛分布于印度洋和西太平洋沿岸的物种。对于深处内陆的云南来说，这些海贝均为外来品:11。
对于云南使用贝币的起始时间，古代文献中多有涉及。元代张道宗《纪古滇说集》虽然明确说云南在汉武帝时期“贸易用贝”，但同篇文中有很多说法明显不符合史实，被认为是“穿凿附会”。明代万历年间成书的《云南通志》认为云南自先秦时期便开始使用贝币:13，正德年间张志淳《南园漫录》则认为云南使用贝币是保留了中国先秦的“前古之制”，但根据《史记·西南夷传》记载，建立滇国的楚国将领庄蹻在滇池地区“变服从其俗以长之”而并未将当地移风易俗，且当时楚国的流通货币为金版等金属铸币而非贝币，因此庄蹻入滇虽促进了当地的经贸发展，但云南出现海贝并非受中原所用贝币的影响。由于云南早期海贝仅见于考古发掘材料，而不见于同时期的文献记载，学界对其具体用途仍有较大争议:11-12。特别是1955年石寨山古墓群中出土多件贮贝器和大量海贝之后，学术界对云南早期海贝的用途出现了“贝币论”、“贝饰论”、“宝贝论”、“钱贝同行论”等多种观点。

#### 贝币论
“贝币论”最早由云南考古学家李家瑞提出，他在1956年发表的《古代云南用贝的大概情形》一文中称石寨山古墓出土的海贝为西汉贝币，并由海贝的数量和盛放容器推断“云南用贝作货币，已早在西汉以前了”。此外，李家瑞还从语言角度分析，认为白族、纳西族等民族有关财富和赌博等词语的读音、写法均与“贝”有关，也说明云南先民是以贝为原始货币的。出土的滇国青铜器上有大量人物形象，但均无佩戴贝饰的，因此汪宁生在《云南考古》一书中认为石寨山和李家山出土的大量无孔海贝“似作交换媒介解释为妥”:71。汪宁生在《云南简史》第二章中称海贝对滇人来说是用作货币的“外来交换品”:43。
杨寿川1981年发表的《云南用贝作货币的起始时代》一文中同样认为云南出土的早期海贝为贝币，认为这些海贝无论是在物种上，还是在殉葬方式上均与中原地区的贝币相同，而且战国时期的云南已经具有使用货币的条件。他认为云南当时存在近地交换和远地交换两种贸易方式，海贝是进行远地交换时作用的货币。同时，他还将云南使用贝币的起始时代定为战国时期。
汤国彦《云南历史货币》认为云南滇池一带在春秋至汉代时期已经处于青铜时代，手工业也有较高的发展水平，不仅当地农业与手工业的商品交换达到了一定的规模，还形成了与中国东南沿海、西域、南亚、东南亚等地的贸易商道，海贝应当是流通货币，而不仅仅是装饰品。由于地形限制造成的地区经济发展不平衡，汉代之前的云南仍处于物物交换与多种货币并存的局面，贝币主要流通于滇池附近地区，并沿“蜀身毒道”向周围扩展:11-13。
方铁主编的《西南通史》指出在云南与川西南地区青铜时代的墓葬中出土了大量的海贝，仅滇池附近的26座东周中晚期至西汉中期的大墓中就出土了26万余枚，其中曾发现滇王之印的末代滇王墓中出土的海贝高达3万余枚。这些海贝绝大部分产于太平洋和印度洋地区的环纹货贝，出土时或成堆放置在墓主头一段的墓底，或放置在贮贝器和倒置的铜鼓中。该书认为这些海贝主要是作为货币来使用的，是在本地区以及与南亚等地贸易时的中介物:43。
云南出土的春秋至两汉时期的海贝很少有人为加工痕迹，仅个别墓葬曾出土当有穿孔的海贝，如1980年在剑川鳌凤山81号墓出土的43枚海贝便带有穿孔。王大道认为仅穿孔的少数海贝为装饰品，众多无孔的应为货币。而且拥有大量海贝的墓葬中，海贝层层堆叠，并不能起到美化装饰作用，而贮存动辄几万枚的海贝作装饰品也不合理。
陈征平《战国秦汉时期云南的商品经济与货币形态发展》认为春秋时期，云南已经出现农业与手工业的社会分工，以及财产私有制，具备使用货币的社会经济基础，但云南各地所用货币不同，滇东北与内地相连，使用汉朝货币，滇中、滇西的大理至腾冲一线则属于中原钱币与贝币两种货币体系的交汇地带，但从出土数量上看，贝币使用基础更为深厚。

#### 非货币论
方国瑜认为早期海贝属于装饰物，理由包括同时期墓葬中罕见仿制贝，不同于明代墓葬中出土的带孔贝币，出土的早期海贝少有带孔的。另外，云南各地有大量的汉晋时期中原货币出土，甚至昭通曾出土有五铢钱范，云南在汉晋时期应当通行中原货币，同时期的海贝则不被用作货币。同时根据樊绰《云南志》等典籍的相关记载，直至南诏早期，海贝仍仅为装饰品而非货币。
熊永忠《云南古代用贝试探》、张炳才《汉晋时期云南货币初探》和王东昕《西汉及以前滇贝非“币”与“装饰品”论》则认为早期海贝及非货币也非装饰品，而是一种财富的标志、一种极少数特权人物的珍藏物，理由包括：早期海贝仅见于贵族、奴隶主墓葬，如为货币应该各个阶层的墓葬中均有分布；装饰品应带有穿孔，而早期海贝绝大多数无孔，不符合装饰品的特征。

#### 其他观点
廖坤和、杨华星《试析云南早期墓葬中贝的功能》认为贝币在云南各地的用途可能不同，如在滇池附近经济发达，海贝出土量大，可能曾作为一般等价物流通，而洱海附近经济落后，海贝出土量也少，可认为不曾为一般等价物；1988年在中甸的M5号墓中的7枚海贝，与带穿孔的绿松石和珠管等同墓出土，可能为装饰品；而1979年大理出土一罐内同时放有中原钱币和石仿贝，石仿贝的货币功能则显而易见了。

### 汉晋货币
秦朝，始皇帝曾派人修建从四川宜宾至云南曲靖的五尺道，开始了中原王朝对云南的正式统治，但秦王朝不久便灭亡，秦半两钱可能未能流入云南，也可能流入过少以致未能发现。汉武帝时在云南设立郡县，云南汉族人口增多，促进了当地社会商品经济的发展，五铢等内地钱币随之流入云南。明代诸葛元声《滇史》中便称云南“汉时钱贝常兼行”:13。滇池附近出土的滇青铜文化第三期墓葬为西汉中晚期遗存，有半两和五铢等西汉货币出土；第四期墓葬为西汉晚期至东汉初期遗存，有新莽钱币及东汉五铢出土:23-24。例如，1964年在大关岔河崖墓的出土文物中不仅有海贝，还有货泉7枚，大泉五十22枚和东汉五铢300余枚。据万历《云南通志》记载1535年曾在昆明玉案山出土“大布黄刀”（大布黄千）钱币，天启《滇志》有1624年出土五铢钱的记载，阮福《滇南古金石录》有1826年出土2000余枚货布的记载，李印泉《雪生还乡吟诗》注中有1938年在腾冲宝峰山下发现千枚五铢钱的记载，袁嘉谷《滇释》中有光绪年间在昭通出土数枚直百铜钱的记载，张希鲁《西南古物记》有昭通出土五铢钱范的记载，1975年在昭通出土三枚大布黄千。昭通出土的直百五铢钱背有一“为”字，可能为犍为铸造，而五铢钱范的出土则直接证明云南当时已有铸钱。此外，云南汉代墓葬中还出土有带有钱币装饰的墓砖，以及挂满五铢钱的青铜摇钱树等，反映了当时云南人的思想中已经产生了对金钱的崇拜和占有欲。在云南，汉代铜钱主要出土于蜀身毒道所经过的盐津、曲靖、昆明、大理、保山一带，应仅流通于商道沿途地区:16，且出土地点多为开发较早的平坝区。据不完全统计，截至1988年，云南全省有11个县的20个地点有两汉和新朝货币出土，共计5135枚。
云南昭通朱提山生产的朱提银在汉代为享誉全国的优质白银:22，曾为新朝发行的“银货二品”之一。《南中八郡志》中有蜀汉时期云南开采银矿的记录，魏晋至隋朝时期云南虽臣服于中原王朝，但事实上由当地大家族统治，白银虽有开采，所采白银主要被用于制作器物装饰和给中原王朝上贡，当地流通不多，仅在朱提、永昌城等少数几处有流通。
三国时期，云南铸钱不多，铜钱流通量不足，旧朝钱币多被沿用，两汉和新朝的货币与蜀汉新铸钱币共同流通，昭通《孟孝琚碑》旁曾同时出土汉代五铢钱和蜀国直百五铢，滇东北和滇东的梁堆墓葬中也常见两汉与蜀国货币同时出土，但蜀汉钱币仍主要在交通要道和商贸发达地区流通。魏晋南北朝时期出土物中罕见贝币，也无相关的文献记载，但缪坤和《魏晋南北朝时期云南的货币》认为，既然之前的汉代有贝币流通，之后的南诏也有贝币流通，云南在魏晋南北朝时期应当也有贝币流通。同时由于经济发展的不均衡，云南仍存在以实物充当一般交换物的情况。南朝刘宋孝武帝大明二年（458年）所建爨龙颜碑碑文有“束帛戋戋，礼聘交会”一句，张炳才认为“戋戋”指的应是铜钱，反映当时束帛与铜钱同为货币，但缪坤和予以反驳，“束帛戋戋”一句出自《易经》，“戋戋”意为众多。

### 南诏大理时期
公元730年代，南诏政权统一云南全境，其势力向北可达今四川西昌，东到今黔桂交界，南抵今越南、老挝、柬埔寨、泰国一带，西至今缅甸境内，是当时中国西南一带最强大的政权。南诏时期，云南地区的经济文化取得大幅发展，农业、手工业均取得显著的进步。南诏与其他政权、地区，尤其是东南亚地区及印度和波斯等国的贸易往来频繁，海贝作为东南亚一带的通用货币通过境外贸易不断输入南诏国内。因此，南诏虽完全有铸造金属货币的能力，却最终采取提高贝币地位、扩大贝币流通范围的措施:13-14。《新唐书·南诏传》记载南诏国“以缯帛及贝市易”，“贝者大若指，十六枚为一觅”。唐朝樊绰所著《蛮书》记载南诏“本土不用钱，凡交易繒帛、氈罽、金銀、瑟瑟、牛羊之屬，以繒帛冪數計之，云某物色直若干冪”，“帛曰冪，漢四尺五寸也”。乔晓金认为“觅”和“冪”均为“缗”的转音。樊绰《云南志》被认为记录的是南诏早期的情况，其中提及了南诏以缯帛、盐和黄金为货币，但未提及贝币，方国瑜认为到南诏晚期才同时使用缯帛与海贝为货币，而“觅”和“冪”并无关系。当时唐朝以缯帛与铜钱为货币，缯帛在南诏是一种重要的大宗商品，成为货币可能是受中原地区影响。公元937年，大理国建立，云南地区经济文化进一步发展，商贸活动繁盛，滇池、洱海一带出现了繁荣的城市经济，与东南亚等地的贸易也进一步扩大。贝币流通更加普及，成为整个云南地区的主要通货:14。
同时，南诏、大理时期，与唐朝、东南亚、大秦以及波斯等地之间的大宗贸易，常以白银交易；南宋的银铤曾通过茶马互市流入云南；经中印半岛同海外的贸易也存在以黄金为媒介的。另一方面，由于汉代以后中原王朝与云南的联系被削弱，唐宋时期的铜钱仅开元通宝、天禧通宝等曾在云南有少量出土:16,22,37。1976年，维修南诏晚期所建崇圣寺千寻塔时，曾从塔刹和基座中清理出海贝和开元通宝钱。此外，自南诏以来，中国西南各地小额贸易中还曾广泛使用盐块计价，这一习俗到清代已局限在部分产盐地区，而滇西南民族地区甚至延续到民国时期。

### 元明时期
元明时期，云南主要流通货币仍为海贝，当时资料中多称之为“海”、“海”、“子”、“子”、“子”、“蚆子”或“巴子”。《新唐书·南诏传》称贝币“十六枚为一觅”。元代《混一方舆胜览》记载云南贝币“以一為莊，四莊為手，四手為苗，五苗為索”。明代洪武年间僧无极《朝天集·贝生赋》记载“独贝呼庄，手为二对，八十成索，二十索为袋”。王圻《續文獻通考》称雲南海贝“以一為莊，四莊為手，四手為苗，四苗為橐”。朱國楨《湧幢小品》则称“一枚曰莊，四莊曰手，四手曰苗，五苗曰索”。明代医学家李时珍在《本草纲目》中也称“以一为庄，四庄为手，四手为苗，五苗为索”。檀萃《滇海虞衡志》记载“五苗曰索，以索贯之，则八十贝”。元明时期的记载，又将庄记为妆的，手有作首的，苗或记作缗，索或记作卉。方国瑜认为，“觅”与“苗”源自同音，贝币在南诏与元明时期的计数单位相同。《职林》记载“参军之俸，月百八索，名曰念珠曹，是其证矣”，结合《滇海虞衡志》“以索贯之”、《稗史类编》“二十手则索以贯之”等记载，方国瑜认为元明时期用贝是以绳索穿着使用的，每串八十枚为一索。不过，元明火葬墓中出土的穿孔贝币并无绳索穿系痕迹，也无成串贝币发行，杨寿川推测清人记载可能是贝币退出流通成为装饰品后的穿系现象被附会到明代之前。元明时期，民间货物及田宅买卖也多以贝作价，称若干索，仅极少数以纸钞作价。元明时期，印度、孟加拉和东南亚诸国仍以海贝为货币，作为南方丝绸之路途径地的云南长期使用贝币，也可视为经济文化交流的产物。
| 单位通称 | 庄         | 手 | 苗     | 橐 | 索 | 袋    |
| -------- | ---------- | -- | ------ | -- | -- | ----- |
| 单位别称 | 个、枚、妆 | 首 | 觅、缗 |    | 卉 |       |
| 贝币数量 | 1          | 4  | 16     | 64 | 80 | 1,600 |

1253年，忽必烈征服云南，设行中书省，委派赛典赤·赡思丁治理云南。至元初年，元政府曾在云南推行钞法，发行“至元宝钞”纸币，但民众并不习惯，纸钞流通有限，赛典赤向元政府反映后，准许云南继续使用海贝。《元史·世祖本纪》记载，至元十九年（1282年），元朝规定云南税赋以黄金为标准，用贝币折算缴纳，贝币三十索合黄金一钱，也就是黄金一钱值贝币2,400枚。《元史·食货志》记载至元二十四年（1287年）规定，花银一两价值等于元钞二贯，赤金一两则等于二十贯，金银比价为十比一，但因为云南产金，金价较低，根据《马可波罗行纪》记载，押赤城（今昆明）为八比一，哈剌章（今大理）为六比一，金齿（今保山）为五比一，因此在全国行钞的情况下规定云南按黄金缴税，可征得更多的税赋。同时因云南产金，云政府曾专门设置官员进行管理，《元史·世祖纪》记载至元十九年（1282年）曾委任孛罗为打金洞达鲁花赤。《元史·刘正传》记载大德元年，云南行省官储海贝二百七十索，到大德四年，增加至一千七十万索。库存如此之多的贝币，可知市面上流通量之大。同时为稳定贝币价值，元政府严禁外地商人随意运输海贝至云南，将私运的海贝称为“私𧵅”。大德九年（1305年），元政府拨给云南行省万锭纸钞，用以与海贝共同流通，并规定非本地海贝等同伪钞。《元典章·户部·杂例》记载当时各处关隘盘查到私自贩运者需押解上级部门定罪，私巴则由政府没收。元朝时期，白银主要用于缴纳赋税，民间使用并不广泛，解送京师前银锭需按照朝廷规定铸造为元宝型:8；黄金除上缴中央的金锭外，大宗贸易中有使用金箔的情况。元代已经出现以银两购买田宅、捐建庙宇的记载。元朝行钞，铸钱不多，在云南也未曾推行铜钱。终元一代，贝币仍为市面主要流通货币:10-14,17,22。同时，盐币和缯帛等实物货币也仍有流通，并受政府认可。赵小平《元政府给云南特殊币政的原因探析》一文分析认为，元政府曾试图限制贝币流通量，并推行纸钞来统一币制，在云南实施允许贝币流通、不限制金银流通等特殊货币制度属于针对云南特殊省情做出的让步，究其原因，包括元代云南经贸大幅发展，尤其是与南亚、东南亚的贸易更为繁荣，贝币的市场需要非常稳定；云南金价比内地要低，政府以贝币兑换金银有利可图，因此允许云南以贝币纳税；而不限金银流通则因为云南产金银，且对外大宗贸易使用金银，对金银的需求量大。
明太祖朱元璋派兵派兵入滇后采取了移民屯垦、改土归流的政策，大量江西、南京的汉族人口被前往云南充实边境，云南地区的社会生产力大幅提升。与元代时类似，明朝的云南，仍是纸钞、银两和海贝同时流通。大明宝钞曾在云南局部地区少量流通:10。云南的商品经济在明代随矿冶的发展而进一步发展，民间大宗交易开始逐渐使用银两:8,14。永乐九年（1411年），云南溪处甸长官司以该司每年缴纳海贝七萬九千八百索，但当地并不产海贝，需从臨安府购置，请求折算成銀鈔缴纳，户部以缴纳海贝为洪武时的定额为由，不准其折算缴纳，而永乐帝称“取有于无，适以厉民，况彼远夷，尤当宽恤”，将其免除。王圻等编撰《續文獻通考》时查证认为，这只是一个特例，实际上雲南惯用海贝，并非用钱钞更多。方国瑜认为溪处甸缺少海贝是因为当地经济不发达，输入贝币太少导致的。《明太宗实录》记载，永乐元年（1403年），赐予居住于大理的汝南王朱有勋宝钞二万锭，海𧵅十万索。正统二年（1437年），户部曾奏请在雲南官俸时，除折鈔外，也发放海贝等物，如果各司缺海贝时，可从南京庫领取。正统三年（1438年），云南每石俸粮折海𧵅三十索。其后因麓川战事，米价上涨，改为每石折七十索。正统十年（1445年），户部曾奏请将雲南俸米每石改折一百索。正统十四年（1449年），战事结束，米价回落，改为每石折六十索。成化十七年（1481年），雲南在收缴户口商税課时，因钱钞不足，奏请改为折收海贝，户部准许收七成海贝。随着商品经济的不断发展，贝币逐渐无法适应市场需求，开始出现贬值，在嘉靖年间开始逐渐衰落。而葡萄牙殖民者在16世纪初开始参与东南亚沿海地区的政治经济，不断挑起各国战争，破坏了当地与云南之间的传统贸易，加速了贝币从市场上的退出:14-15。早期贝币价值稍高，有人从中国东南沿海贩运还比，后贝币贬值，贩运无利可图，至17世纪初英国东印度公司垄断泰国、缅甸的商业活动，云南的海贝来源彻底无法维持。

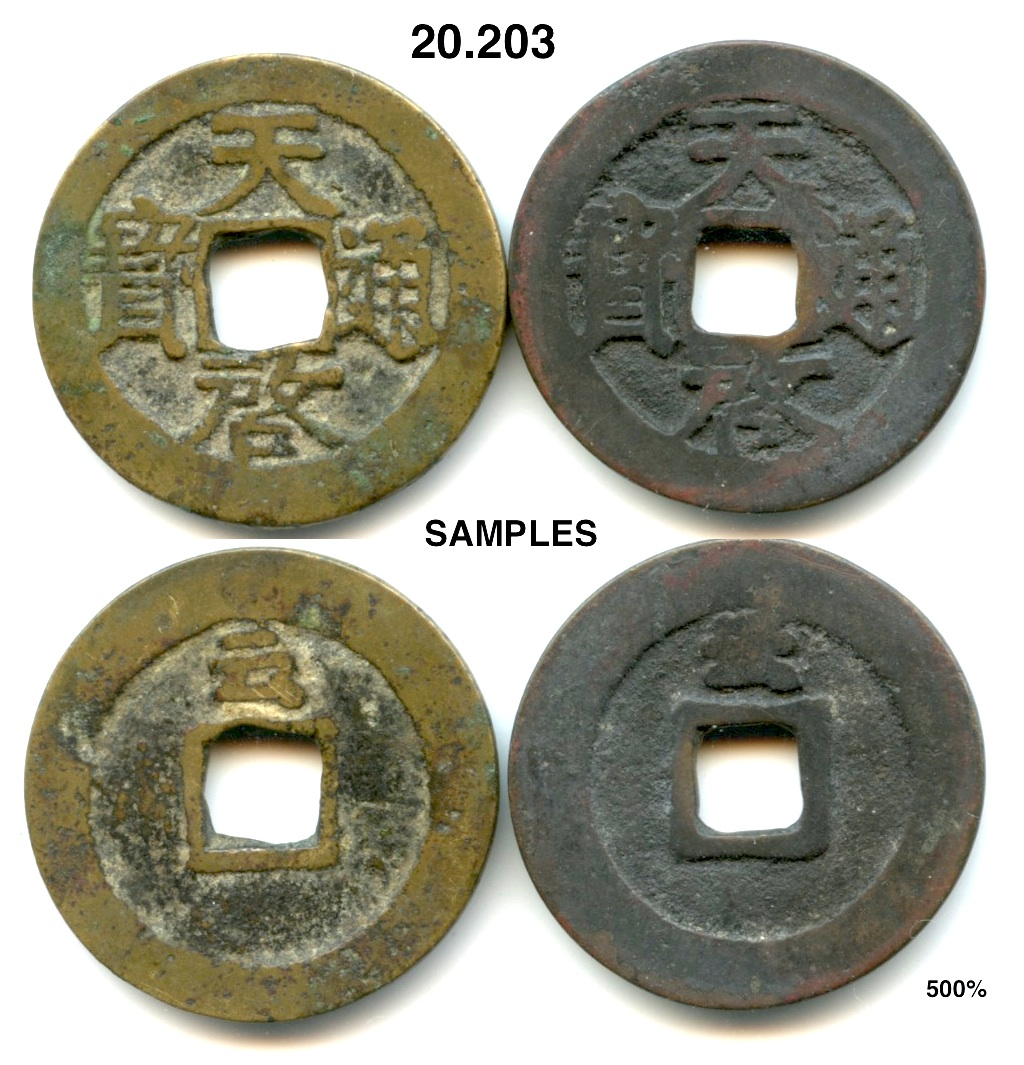
背云字天启通宝钱两枚

明朝时期，由于商品经济的发展，云南较大城镇的贸易已流行用银。至嘉靖年间，明政府规定白银为法定通货，无论是纳税，还是大宗支付已大量使用银锭:22。嘉靖三十四年（1555年），云南开设宝泉局，以两万两增税收入为铸本，开铸“嘉靖通宝”制钱，是为云南首次铸造方孔圆钱，但这批钱并未在当地使用，全部输往北京:8。后因运输困难，而当地流通不畅，铸钱都积压在库，嘉靖四十四年（1565年）停铸。明末清初史学家查继佐在《罪惟錄》中記述万历四年（1576年），明政府批准云南布政司開鋳万历通宝，与海贝同时流通。然而云南民间仍习惯用贝币，铸钱再次积压。胡我琨《钱通》记载，云南巡抚饒仁侃上奏称云南民众不习惯用钱，奏请准许云南民间继续使用贝币，后明政府颁令停铸云南铜钱，将铸造的铜钱运至贵州充当军饷。万历六年（1578年），云南再次铸钱，同年八月在昆明宣布正式行用制钱:17，每八文抵银一分，不久改为十文抵银一分，旧钱则十二文抵银一分。万历八年（1580年）停铸。万历年间，因缅甸东吁王朝袭扰，云南丧失了从东南亚获取贝币的途径，转而从中国东南沿海运输海贝，至万历末年贝币贬值，贩运利润下降，不再有人转输。根据《明熹宗实录》记载，天启五年（1625年），云南再次开始铸钱，至天启七年已广为流通；而云南巡抚闵洪学《条答钱法疏》中称天启铸钱计划于天启五年，而从天启六年夏正式启动，首铸“天启通宝”七十余万文，于七月初十日在省城发行。贝币虽未被禁止，但已趋于消亡。崇祯年间，云南再铸行“崇祯通宝”，与贝币在省城附近共同流通，并有背“四手”的“崇祯通宝”传世，但可能仅为试铸钱。杨寿川《论明清之际云南“废贝行钱”的原因》一文分析认为，贝币在明朝末年没落与云南社会经济的发展有关，币值过小的贝币已经不适应当时的经济发展水平，但同时云南当时以铜钱为主、白银为辅的货币市场也反映出其与以白银为主、铜钱为辅的内地相对在社会经济发展水平上仍存在差距。
明朝末年，明政府被农民起义军推翻。1647年，孙可望等人率领大西农民军余部由贵州进入昆明，当年秋天占领云南全省，建立新政权。大西政权在云南进行了一系列的改革，其中包括币制改革。1647年4月，大西政权宣布废除明朝钱钞，熔铸寺庙、王府的铜像、铜器铸造“大顺通宝”钱。云南版大顺通宝背铸“工”字，色泽金黄，每枚重一钱四分。根据崇祯十七年（1644年）修撰的《邓州州志》记载，明末一两白银可兑换贝币三百五十索，而根据康熙《澄江府志》记载至永历元年（1647年）每两已可兑换七百索。1648年，孙可望受封秦王，改铸“兴朝通宝”钱，分三种版式：大的重六钱四分背铸“一分”，中的重二钱六分背铸“五厘”，小的重一钱五分背铸“工一厘”，均为权银钱。同时宣布废贝行钱，禁止海贝流通，违令者将被处以刑罚，通行云南多年的贝币正式被方孔钱取代，海贝成为单纯的装饰品，但部分偏远地区贝币直至清末民初仍在使用。1655年，李定国将南明永历帝朱由榔护送至昆明，停铸兴朝通宝，改铸永历通宝。云南所铸永乐通宝分背“工”小平钱、“五厘”和“一分”三个版式，以一分铸造最多。另外，还曾补铸崇祯、弘光和隆武等年号的铜钱。清朝灭亡南明永历政权后，在1757年将大西、南明货币定为伪号钱，限期收兑熔铸。仅大顺通宝因被认为寓意吉祥，在云南一些农村常用作新建房屋时的吉语钱而大量留存下来:15,17-18。
云南采金历史悠久，元代时大量开采，产量名列各省第一，每年向朝廷缴纳金锭9,000两，占全国的37.8%。明代，云南除缴纳金课以外，还需缴纳贡金，到天启三年（1623年）才暂停贡金。金锭并不作为货币流通，仅充作皇室库存。货币方面，云南自元代开始制造金叶用于国内外贸易支付:36-37。

## 清朝时期

### 制钱

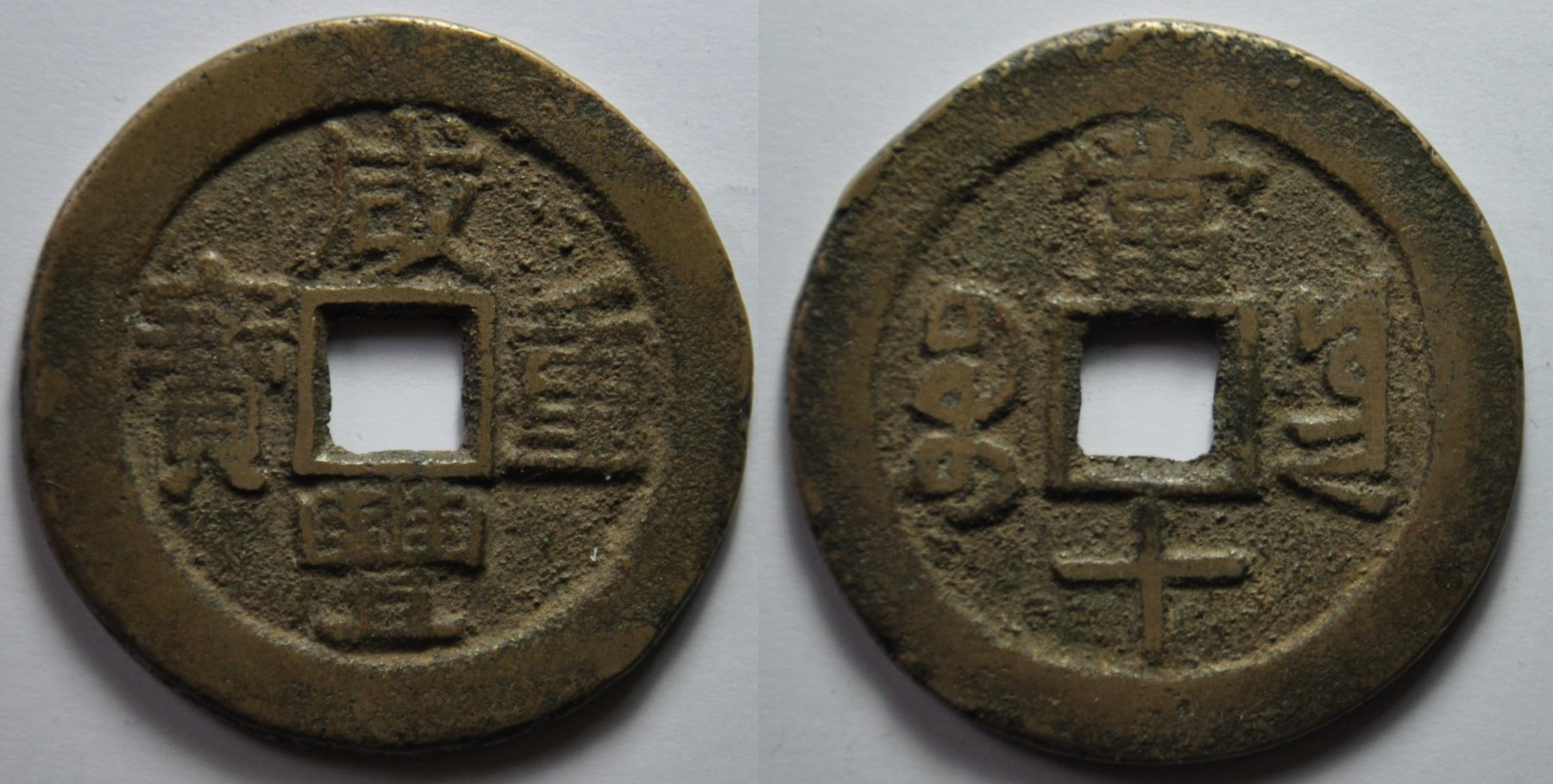
咸丰重宝背宝云当十大钱

明朝中期到清朝末年，中国多以铅锌黄铜铸钱，云南冶铜历史悠久，清代滇铜产量在全国各省名列第一，清政府在云南设铸局建钱炉，鼓铸大量制钱，供应北京和缺钱省区。顺治十六年（1659年），平西王吴三桂率军入云南，消灭南明政权。顺治十七年（1660年），吴三桂奏请在云南府（今昆明）开设钱局获准，在宝成门（今钱局街）设钱局，初称“宝泉局”，铸炉七座，每年铸造量为0.26亿枚，仅相当于京城户部宝泉局的1%。康熙年间，清王朝完成全国统一，社会稳定，各地商贸活跃，加上对外贸易出超，白银内流，产生“银贱钱贵”的现象，并平抑钱价，制钱铸量大幅增加。康熙二十一年（1682年），云贵总督蔡毓荣上疏要求扩大采矿，增加铸钱。清政府采取任由铜矿开采，官府仅负责收税的政策，滇铜产量迅速提高；同时，增设大理府、蒙自和临安府铸钱局，增加钱炉48座，年均铸造量上升到1.8亿枚，相当于宝泉局同期的62%。随着铸钱增多，出现银贵钱贱现象，云南各钱局在1688年开始停铸。雍正年间，云南恢复铸钱。雍正十二年（1734年），除省局和临安府局的36座铸炉外，由新增东川府局28座，广西府局（位于今泸西县）94座，全省年铸钱5.8亿枚，超过宝泉局同期铸量。但清政府改变了对云南铜业的管理，实行“预防工本，余铜官卖”的政策，滇铜产量大幅减少，北京钱局开始从日本进口铜料，云南的铸钱量也随之骤减，每年仅铸钱1.6亿枚。乾隆年间，洋铜进口减少，清政府调整滇铜政策，鼓励矿民开采，云南粗铜年产量恢复到5,330至6,650吨，1772年，全省建炉142座，年铸钱量为12.7亿枚，每年仅铸钱余利便可达白银16万两。嘉庆年间，由于市面上的制钱过量，再次控制云南制钱铸量，产量再次减少。咸丰元年（1851年），太平天国运动爆发，滇铜京运路线被阻断，清政府下令铸造虚值大钱，造成了严重的通货膨胀。云南虽不缺铜，但也随中央命令铸造了当十、当五十的大钱，但仅在省城昆明附近分批发行，造成的通货膨胀远小于内地。咸丰六年（1856年），杜文秀在蒙化发起云南回变，最盛时占领了云南一半的地区，动摇了清政府对云南的统治。至同治十一年（1872年），杜文秀自杀，战乱绵延了十多年，加之其他的天灾人祸，云南铸钱量急剧减少，而且从“同治通宝”钱开始铸造质量愈来愈差。文山县曾铸咸丰、同治、光绪年号的铁钱，供应周边流通。光绪三十三年（1907年），宝云局因铜铅价格上涨，铸钱亏损严重，停止铸钱。宝东局也仅铸造少量的光绪、宣统年号钱供应本省使用:8,18-20。
云南各县流通的制钱以清朝制钱为主，少有前朝古钱。清代制钱大体分为三类，顺治至道光朝的制钱称大制钱、老钱或金刀钱，每串重8斤左右，大约可兑白银8钱，民间最为喜用，一般用作馈赠、送礼、完粮纳税等；嘉庆至宣统朝的官铸制钱称小制钱或薄钱，每串6斤左右，大约可兑白银6钱，多用于市场交易；最后一类称毛毛钱，多为光绪初年的私铸小钱，通常与小制钱掺搭使用，单独使用时需要交易双方提前议明。制钱每千枚为一串，俗称一吊，书面多称一贯，市面上，一串多不足数称虚钱，有以九百八十枚为一串的“九八钱”和以八百枚为一串的“八扣钱”；足数的称足钱:20。此外，存在越南铜钱通过国际贸易进入云南后流通的情况:48。

### 银两

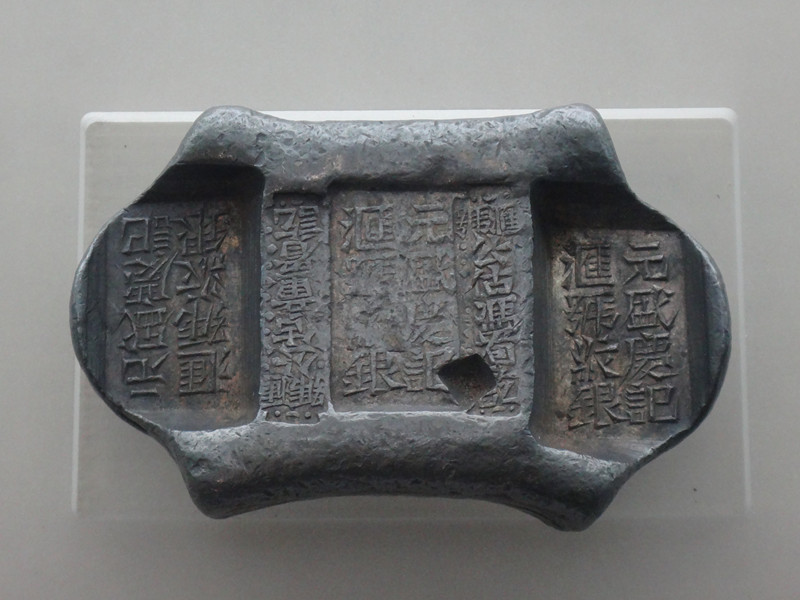
云南牌坊锭

清朝沿袭了明朝的银钱并行制度，铜钱与银两均为民间交易的支付手段，通常“大数用银，小数用钱”。云南流通的银锭，主要包括省内银厂自产自铸银锭，中央及各省拨给的铜款，清末四川和湖北提供的新军饷银，以及鸦片销售款。由于来源各异，云南最初的银锭种类繁多，平色不一，为日常交易带来很多麻烦。由于外地银锭和本地生银需要销熔改铸为本地通用银锭，因此自元明时期中国各地便存在以此为业的银炉或炉房，在云南称“兼销”。嘉庆以后，云南产生一种被称为“三槽𥕢银”的银锭，很快便通行全省。三槽𥕢银不断改进完善，最终在光绪年间，由云南省兼销业同业公会创造出发展成为形制、重量、成色均基本一致的牌坊锭。牌坊锭是用方𥕢铸胚之后，两侧趁热压扁，并以钢印打上兼销铺名或银匠名，并打上同业公会、公估或官公估的鉴定印，因形似牌坊而得名，国外也称之为马鞍银。清朝末年为巩固边防，清政府在云南成立新军陆军第十九镇，军饷由内地省份调拨银两发放，史称“协饷”，因此曾有大量外省银两作为协饷流入云南。云南兼销业为私人经营，通常自购原料销铸银锭，同时也接受来料加工，后来兼营商业、金融业务。由于各地向藩库、盐道缴纳税赋必须缴纳标准银锭，因此常需兼销铺熔铸。直至辛亥革命后，云南军都督府宣布废两改元，以银元完税，兼销业才逐渐被淘汰:8-9,23-25。

### 银元与铜元

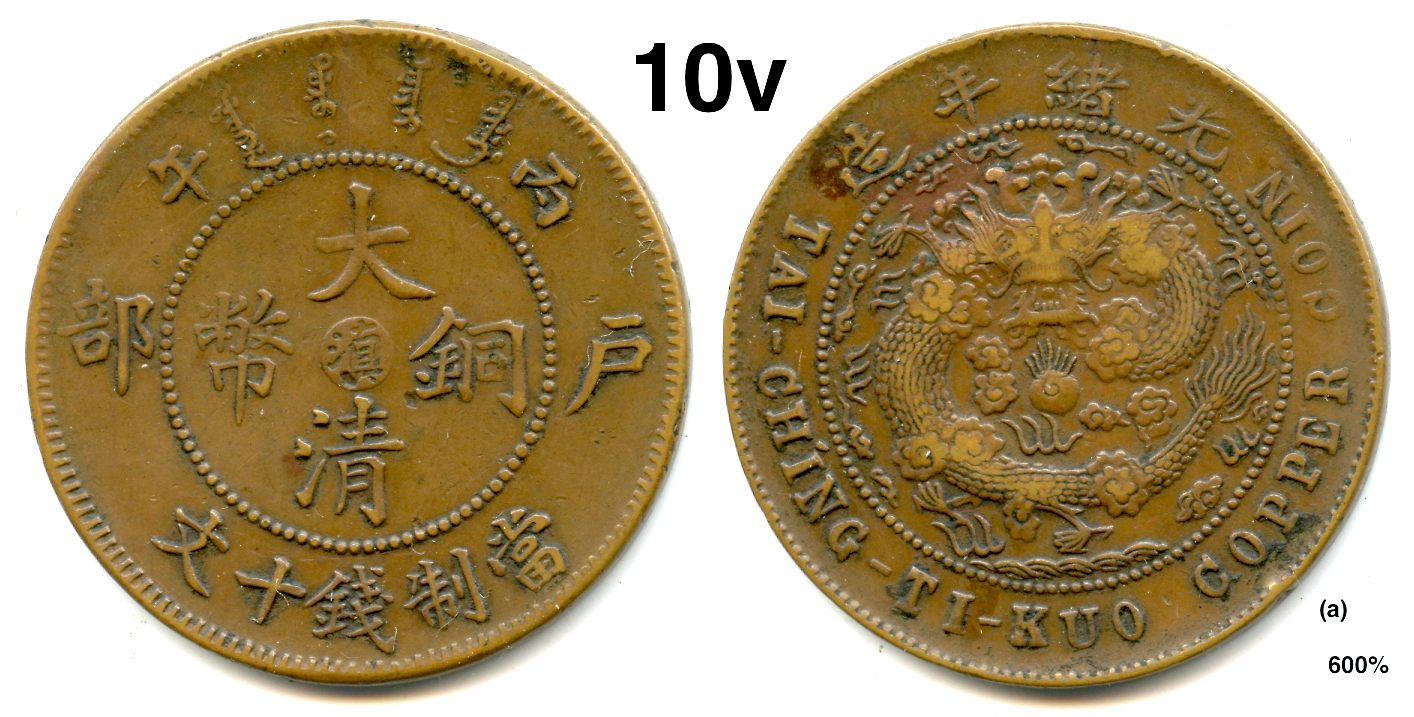
“滇”字当制钱十文铜元

鸦片战争后，外国列强靠鸦片贸易使中国白银大量外流，产生了银贵钱荒的现象。云南地处边疆，东南亚国家相继沦为欧洲列强殖民地，云南的河口、蛮允、蒙自、思茅、腾越等地相继被开为通商口岸，外国机制银元通过缅甸等邻国大量流入，有法国贸易银元、墨西哥银元、英国贸易银元、英属印度卢比等。光绪二十四年（1898年），湖北铸造的龙洋作为协饷运至云南，为云南市面上最早行使的本国银元。不久，云南的鸦片商人又从四川运回一大批四川龙洋。光绪三十一年（1905年），云贵总督锡良委托四川、湖北两省铸造龙洋，运回昆明后开始银元局向民众兑换。光绪三十二年（1906年）冬，清政府在天津设立户部造币总厂，铸造“光绪元宝”和“大清银币”银元。同年，云南总督丁振铎奏请在云南设立分厂。云南造币分厂位于昆明钱局街原宝云局内，机器从德国进口，技术工人则从四川调拨，祖模由天津总厂配发。光绪三十三年（1907年），分厂建成投产，开始铸造银元。宣统二年（1910年），清廷发布《国币则例》，正式将银元定为法定货币，按规定主币一圆重库平七钱二分，含纯银六钱四分八厘。宣统三年（1911年），清政府开始着手统一货币样式，试铸“大清银币”。清代云南造币分厂共铸造一元银主币（云南称“大元”）2,891,539枚，半元银辅币（云南称“半开”）5,432,274枚，二角银辅币（云南称“双毫”）74,304枚。此时银两的使用习惯仍在，且银圆数量有限，交易时往往银两与银元搭配使用，大宗交易往往银元仅用三成:8-9,21,27-28。
十九世纪末，由于银贵钱贱，云南铸钱减少，劣钱充斥市面。光绪三十年（1904年），鸦片商人趁市面制钱不足，从四川、湖南、湖北等省贩入新式铜元，这些铜元以制钱作价，面额分当制钱十文和二十文两种，与制钱相辅流通。尽管之后云贵总督丁振铎曾铸造一批优质制钱，但仍不能解决钱荒问题，铜元持续流入。光绪三十一年（1905年），云南政府从四川起运大量铜元，并设局兑换，才使市场活跃起来。光绪三十二年（1906年），云南停铸制钱，丁振铎奏请开设云南造币分厂。光绪三十三年（1907年）正月，分厂开铸“大清铜币”铜元，八月开始投入市场流通。这批铜元为紫铜制作，按照户部颁发版式制作，以“云”或“滇”字记局，也是当制钱十文和二十文两种面额。清代云南造币分厂共铸造当十铜元167万枚，当二十铜元50余万枚:32-33。

### 纸币

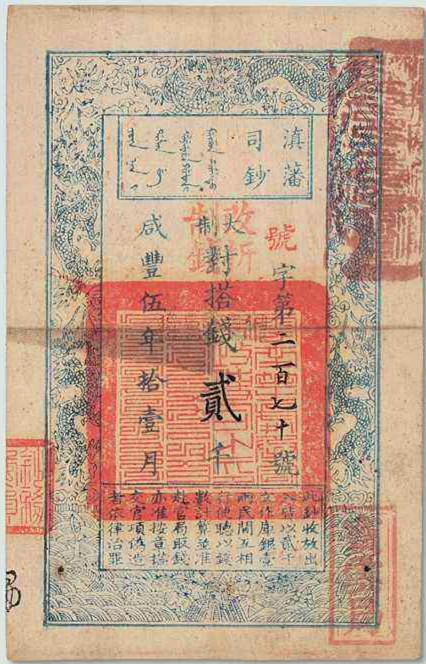
咸丰五年滇藩司钞贰千文

元明两代，中央政府发行的纸钞均曾在云南部分地区少量的流通，清初顺治年间曾发行以制钱为本位的钞贯，但消灭南明后便停止发行。咸丰年间，因太平天国运动对清朝财政带来的巨大冲击，在咸丰三年（1853年）再次发行纸币，次年从北京运到云南10万两纸钞，在省城昆明发行，规定可在缴税、课盐时搭用。云南最早发行本地纸币是咸丰五年（1855年）云南布政使司印制发行的“滇藩司钞”，有200文、2000文、5千文、20千文、50千文和100千文等面额，最初可兑换为大钱、制钱各半的铜钱，后期不再兑换。光绪十四年（1888年），清政府停铸大钱，各类纸钞也停止发行:31。
宣统元年（1909年），大清银行云南分行在昆明三牌坊原满经历署设立开业，发行银元票和银两票两种大清地钞，银元票是以光绪三十二年张家口地区流通的大清户部银行兑换券改制，印有云南大清分银行字样，有一元、五元、十元、五十元和一百元五种面额。宣统二年（1910年）发行银两票，有库平银一两、五两、十两、五十两和一百两五种面额。截至宣统三年（1911年）闰六月，共发行银元票33万余元，银两票22万余两。同年，重九革命爆发，革命政府要求大清银行云南分行停业清理，纸币被收回销毁:41-42。
除了官方纸币，鸦片战争后，山西百川通、宝丰隆票号，浙江乾盛亨、盈泰兴等票号相继在云南开始分号；同治年间，云南本土票号同庆丰开业，办理汇兑，包销川盐，并发行银票。光绪三十三年（1907年），干崖宣抚司傣族土司刀安仁建立新城银庄，发行银两票，有一两、五两和十两三种面额。光绪末年，钱庄兴起，昆明城内开设多家钱庄，除兑换银钱外，也发行庄票；此外典当业也有发行庄票的:9,41-42。

### 外国货币
19世纪末，地处边疆的云南因临近英国和法国在东南亚的殖民地，成为英法殖民者觊觎的对象。1876年，中英签订《烟台条约》，英國取得進入雲南的特權。1885年，中法两国为结束中法战争签订《中法会订越南条约》，法国取得在中国西南诸省通商和修筑铁路权。1889年之后，蒙自、思茅、腾越先后开口通商。1895年，法国借口“三国干涉还辽”有功，与清政府签订《中法续议界务商务专条》，取得将越南铁路延伸修入中国境内的修筑权。1903年，中法签订《中法会订滇越铁路章程》，清政府同意法国在云南境内修筑铁路。1904年，滇越铁路中国段开工，1910年滇越铁路全线通车。期间，英法两国不断向云南倾销商品，收购矿产，两国殖民地货币大量流入云南，包括英属香港港币、法属印度支那贸易银圆（云南俗称“法元”、“扳桩”）、法国东方汇理银行纸币（云南俗称“法纸”）、英属印度卢比、英属缅甸卢比等。

## 民国时期

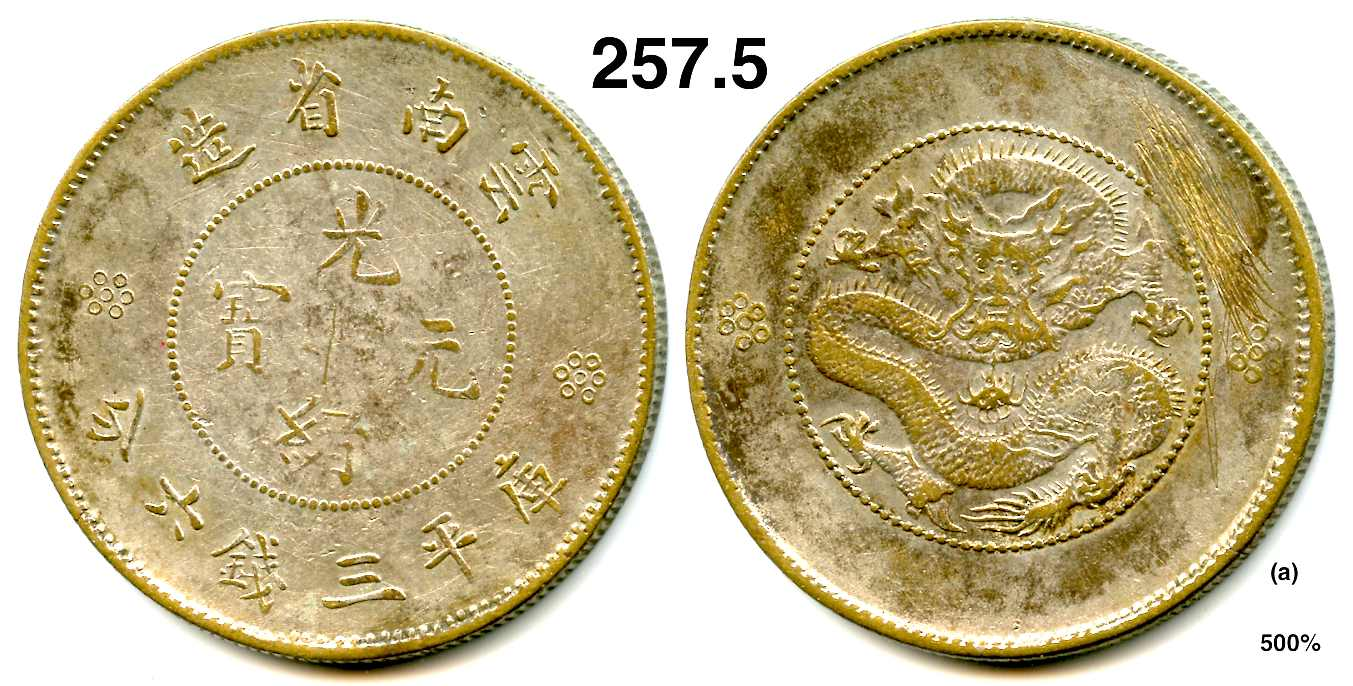
半开银元

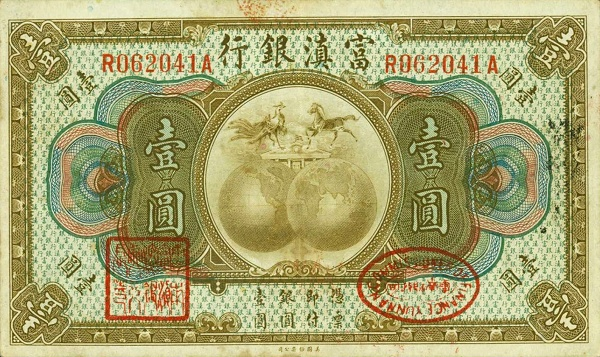
富滇银行1元券

1911年10月30日，滇军将领蔡锷、唐继尧在昆明举行武装起义，宣布云南脱离清朝政府统治。1912年，云南军都督府宣布废两改元，为继四川之后第二个确定银元本位的省份。军都督府接管云南造币分厂，后改称云南造币厂，还为维持地方财政成立富滇银行，自铸半开银元150万元做准备金，并发行纸币。为庆祝重九起义的胜利，开铸一仙纪念铜元，但有试铸币，公开发行的仍为晚清旧模铜元。最早的自铸银币为“拥护共和”纪念银币，该币为重库平三钱六分的半开银元，正面印铸有唐继尧肖像，老版为侧身像铸量不大，新版为正面像，与清代半开成色一致，共铸发200万枚。因“拥护共和”纪念银币含银量较高，后来多被销熔改铸。据不完全统计，自1912年至1931年间，云南造币厂所铸半开银元13,674万元，在各类银币中占76.73%，而一圆主币在仅占0.12%:28。富滇银行所发行的纸币后被称为“老滇票”，有1角、2角、5角、1元、5元、10元、50元和100元等面额，滇票3元等于半开银元1元。1916年，开铸“拥护共和”铜元，有紫铜和黄铜两种，面额为当制钱五十文。滇票共发行有八版主币券和两版辅币券，主要为云南本省的云南官印局印制，但1917年版为财政部印刷局印制，1918年版为上海商务印书馆代印的5元和10元券，1921年版由美国钞票公司印制:102-105。1917年，云南靖国军出征川黔，成立军用银行，发行面额为1元、5元和10元的军用兑换券，出征失败后由富滇银行收回:44。
1915年，中国殖边银行云南分行成立，后与北京总行脱离关系，改组为官商合办云南殖边银行，发行殖边银行兑换券，有1元、5元、10元和50元四张面额，共发行80万元，流通于昆明、蒙自、箇旧等地区，1928年停业收回。个碧铁路银行成立于1918年，至1926年发行兑换券400万元。1927年滇军内乱，7月蒙自道尹陈钧以“防匪防盗，保境安民”为旗号组织迤南民众保安会，令个碧铁路银行发行1,000多万兑换券充当军费。1936年该行被云南政府勒令停业，所发纸币在1939年被收回焚毁。个碧铁路银行兑换券有1元、5元、10元、20元、50元和100元六种面额，流通于个碧石铁路与滇越铁路沿途各县。1928年，个旧锡务公司引发储蓄券，至1935年发行473万元，流通于个旧、蒙自、石屏、建水等地；其昆明分部还曾在昆明发行本票。1929年，益丰当发行面额一千元的本票，也属于变相的纸币:44。
半开银元本为库平三钱六分的五角银辅币，但此后便成为云南地区的本位货币:9。滇币的发行标志着相对独立的云南地方货币金融系统再次建立，至1931年共发行9,200万元。尽管大元仍为本位货币，但半开银币实际上成为云南市面上的最主要的货币:28。1919年至1920年，国际金币大跌，云南政府铸造发行“拥护共和”纪念金币，包括重库平二钱五分当银元十元的和重库平一钱二分五厘当银元五元的。1922年，金价回涨，纪念金币多被商人熔铸后贩运出省或被东方汇理银行收兑。唐继尧在1920年滇军内讧后逃亡香港，1921年印制军用储蓄券15万元携往柳州等地滇军驻地发行，1922年率部打回云南，为发军饷铸造当银币十元和五元的军用金币，比纪念金币要轻很多:9,37。1923年，云南开始制造机制镍币，包括一毫和半毫两种面额，至1926年共发行镍币380万元，主要在滇西和滇东北的部分地区:55。

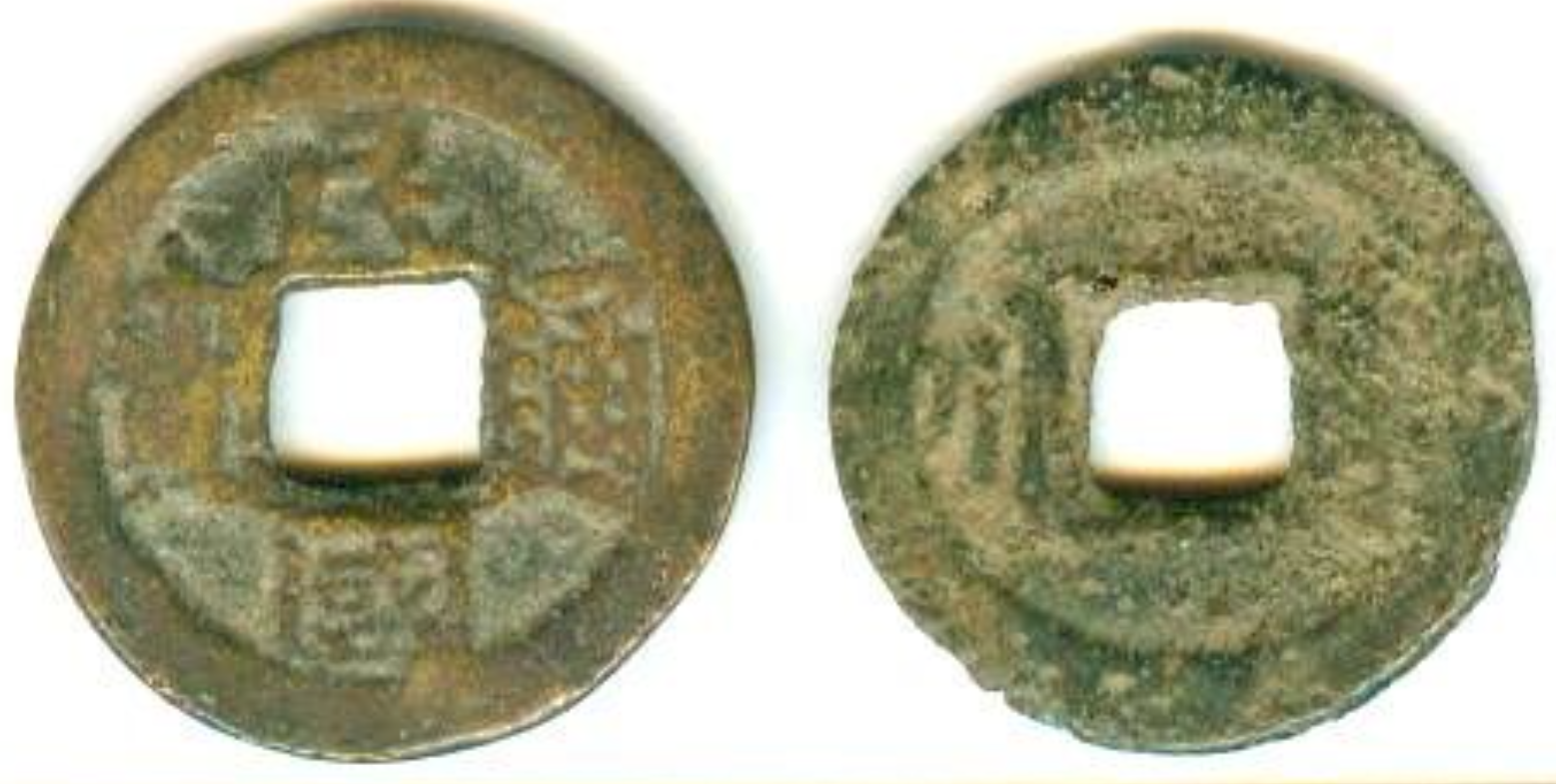
东川“民国通宝”制钱

唐继尧从1913年开始主政云南，期间连年战争，省政府不断向富滇银行借债，富滇银行随之不断增发滇币，最终造成严重通货膨胀。期间，以法国东方汇理银行为代表的国际金融力量全面渗入云南。尽管半开银币的成色也在不断下降，一度降至不到四成，但相比纸币贬值有限，流通越来越广，甚至流入贵州、广西和四川的部分地区。同时，外省银币也在云南流通:28。由于纸币贬值，铜元供不应求，云南商人从外省购入大量铜元:34。1913年，官商合办的东川矿业公司曾在东川铸造发行“民国通宝”当十铜钱，每串重10斤，可兑毛毛钱10串，发行后遭大量仿铸，被迫禁用；之后又改铸“民国通宝”小钱，发行流通。除此之外，其他地区的制钱很快便被铜元取代，但直至中华人民共和国成立初期，丽江等少数民族地区的小额交易中仍有制钱流通:21。

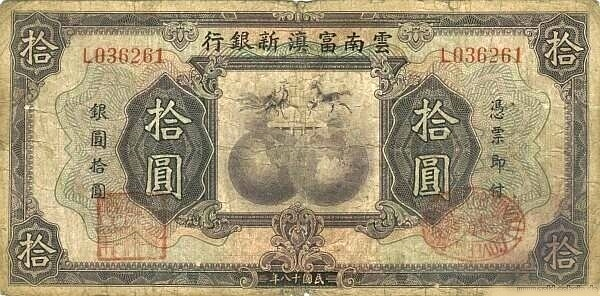
富滇新银行10元券

1927年，唐继尧在二·六政变后下台。1929年，老滇票彻底崩溃，富滇银行停业清理，云南政府决定整理金融，规定从1930年1月1日起税收以现金（既半开）为本位。1932年8月31日，云南省主席龙云重组富滇新银行，筹集半开银元1,600万元为准备金，发行新纸币，被称为“新滇票”，并规定其为全省通用货币，与半开同时流通，每元等值兑换半开银元两枚；并规定公私单位一律以新滇币计价，正式确定了半开银币为本位货币。从晚清《币值则例》到民国《国币条例》，都规定主币使用不受限制，而辅币则仅能有限使用，云南半开成为本位货币，主要原因有：当地商品经济不发达，更需要小额货币；云南地方政权为保持其半独立性故意与周边省份区分；民族地区文化落后，识别纸币价值能力差。新滇票仍由美国钞票公司印制，有1元、5元、10元、50元和100元五种面额，并发行铜元券作为辅币。1932年，云南发行新版铜辅币，不同于旧时的铜元，新辅币不再以制钱作价，分一仙、二仙和五仙三种，其中一仙铜币发行61万枚，二仙250万枚，五仙294万枚。镍币方面，自1927年至1935年，云南共铸造一毫镍币1.55亿枚。富滇新银行成立后，云南政府提出统一币制，授权富滇新银行以每5元折新币1元的比率陆续将老滇票回收销毁，限制其他各类货币的流通，将增税的大部分收入专办银条，铸造2,500万半开银币投入市场，加强对云南金融的宏观管理，夺取了金融外汇市场的主动权，使云南的经济和金融摆脱了东方汇理银行等外国势力的控制进入相对稳定时期，在抗日战争前出现短暂繁荣:9-10,29-30,55。

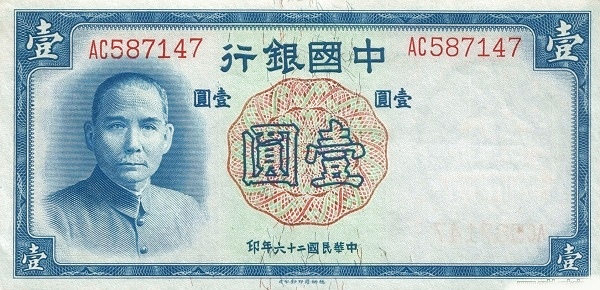
1937年版中国银行1元法币

1935年11月4日，南京国民政府进行法币改革:764，规定全国各地不再使用银元，以中央、中国、交通三银行发行的纸币为法定货币，并收兑银元和生银，白银归国家所有:764，云南停止铸造发行半开银元。各省原本的地方纸币仅能作为辅币使用，云南的新滇票按2元折法币1元的比率与法币同时流通，镍币均成为法币辅币。1936年，中國農民銀行也成為法幣四大發行銀行。云南政府尽管口头表示拥护法币政策，但实际上却多次借故拖延，直到1937年春，财政部才与云南省达成一致，同意四大银行到云南开设分支机构。1937年4月，滇黔绥靖公署与云南省政府发布公告，将自5月起推行法币政策，并抢发2,500万元滇币收兑银币和白银。1937年8月，第一批78万法币由上海运抵昆明，由富滇银行发行。至1937年底，法币已在云南很多地区被广泛使用，市场计价逐步以法币为主。1937年12月，中央银行在昆明设立分行，之后其他三大发钞行也相继在云南设立发行，进一步扩大了法币的流通，不过直到1939年上半年，仍有很多地方以半开银元为主要流通货币。1939年，云南造币厂改为中央造币厂昆明分厂，铸造一分、二分铜辅币共计5,538万枚，铸造镍币30余万枚，当年法币贬值铜币停铸，1940年至1942年间，制造镍币8,779万枚，有五分、十分、廿分、半圆等面额，最后也因通货膨胀而停铸:34-35。抗战期间，法币币值大幅降低，为维护法币的地位，财政部于1942年要求云南在两年内收回新滇币。富滇新银行于1944年4月开始回收新滇币，并规定将在两年内全数回收。1945年，中央政府武力重组云南省政府，龙云下台，滇币被最终废止。法币成为云南省唯一的流通货币，云南的地方金融体系被中央政府统一。不过在边远地区和少数民族地区，仍主要流通半开银币，而与缅甸的大宗贸易则需金叶、金条支付:31,37。由于法币贬值，昆明在1948年的生活指数比1937年上涨了267万倍。

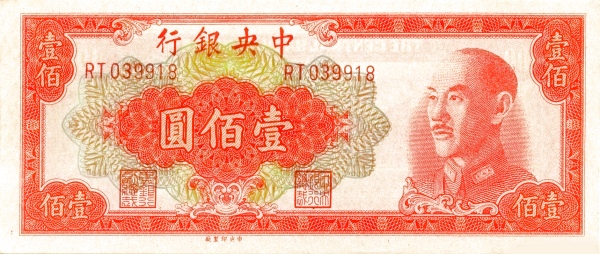
100元金圆券

1948年8月19日，中华民国政府颁布“财政经济紧急处分令”，规定以金圆券为本位币，并限期收兑法币、黄金、白银、银币及外币。金圆券由中央银行发行，券面分为伍佰元、壹佰元、伍十元、拾元、伍元、壹元以及用铜、镍、银铸造的分、角辅币。规定法币300万元兑换金圆券1元。同年8月23日，中央银行昆明分行开始发行金圆券。1949年2月12日，一小贩拿一张从外省流入的50元金圆券到位于南屏街的中央银行昆明分行兑换，由于该票是在香港印制的，与中央银行发行局寄给昆明分行的上海版本票样不同，被银行职员误认为假币，盖上了“伪钞作废”图章。消息传开后，当地市民担心金圆券不能兑换，纷纷涌到中央银行昆明分行挤兑，并发生哄抢打砸事件，军警宪兵将昆明分行包围并抓捕200余人，云南省主席卢汉驱车到达现场后亲自“审案”，当场下令枪杀21人，造成昆明“南屏街血案”。由于金圆券贬值太快，最终被民众拒用:10。1949年3月4日，云南省政府宣布准许半开银币在全省自由流通，4月1日又决定实行货币改革，恢复使用硬币。1949年7月4日，成立云南省银行，和发行定额半开本票，有10元、20元、50元和100元四种；并成立云南银币铸造所铸造大洋、半开和五两、十两金条投入市场。1949年5月至1950年1月间，云南银币铸造所共铸造各种银币5,642,997枚，合半开360万元，是中华民国大陆时期最后一批滇铸银币，也是中国铸造时间最晚的银质流通货币:31。随着通货膨胀、货币贬值，人民纷纷购置黄金保值，除官方发行的各类金条，以及本省金店、银两铸造的各种块金外，印度的金拖拉、泰国的泰京金联盛足金条等也有流通:38-40,47。
民国时期，云南流通的外国纸币包括法国纸币、英印卢比和美元等，以及在日本占领腾冲和龙陵期间发行的军用卢比:10；滇西北的迪庆藏区曾流通西藏铜币:34。中国工农红军长征途径云南时曾留下少量自铸银元。1949年，中国人民解放军滇桂黔边区纵队曾成立边区贸易局，在其控制地区发行革命公债券和流通券，均以半开银元计值:10,52。

## 人民币时期

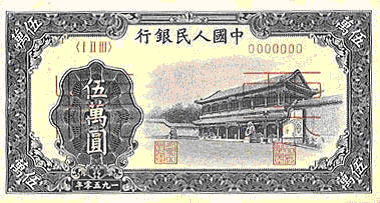
第一套人民币50000元纸币，相当于第二套的5元

1949年12月9日，时任中华民国云南省主席卢汉通电全国，宣布“云南起义”，投向新成立的中华人民共和国政府。其后，中国人民解放军迅速进军云南，陈赓、宋任穷率中国人民解放军第二野战军第4兵团于1950年2月与滇桂黔边纵队在云南省宜良县会师，中国人民银行总行调拨云南省的人民币资金随二野四兵团队伍在2月20日正式进入昆明。1950年3月4日，西南军区昆明市军事管制委员会成立；3月8日，中国人民银行云南省分行成立，接管云南银币铸造所。1950年3月，昆明市军管会发布了“关于使用人民币及禁用伪币外币的规定”、“关于半开本票之处理规定”、“关于处理银元债权债务之处理办法”，宣布取消外商银行特权，禁止外国货币及民国货币的流通，人民币成为唯一合法货币。昆明市自1950年5月首先独行人民币之后，曲靖、沾益、宜良、楚雄、个旧、开远、下关、蒙自等城镇也相继宣布仅行人民币。同时考虑到边疆少数民族地区的实际情况，准许半开银币等继续流通，并利用库存白银铸造了最后一批半开银币，并积极推广人民币建立混合流通市场。至1951年底，全省112县禁行银币占84.8%，完全使用人民币的占76.4%。同时加强缉私，打击黑市，使半开、银元价格不断降低，市场日渐缩小。在不同的边疆地区采取不同的措施，最终统一全省币制，人民币占领全省市场:10,31,53-54。不过在个别边疆民族地区，银币仍有流通，如在思茅的大勐龙等地，直到1976年仍有银币流通，比价为第三套人民币每3元合半开1元。
1955年3月1日，中国人民银行开始发行第二套人民币，以新币1元等于旧币10,000元的比率收兑第一套人民币，第一套人民币于1955年5月全面停止流通。第二套以后，人民币虽多次改版，但未再次改值。目前市面主要流通的人民币版本为第五套人民币，于1999年10月1日开始发行。第二套人民币除分币外的各类纸币于1999年1月1日起停止流通，纸分币于2007年4月1日起停止流通，硬分币仍处于流通状态，但由于物价上涨，在1990年代以后，分币就很少使用。第三套人民币已经于2000年7月1日全面停止流通。第四套人民币除1角、5角纸币和5角、1元硬币外的其他币种于2018年5月1日停止流通。

## 备注
1. ↑  早期海贝是否为货币有争议，详见#早期海贝
2. ↑  中国西南地区称山间盆地为平坝[29]